# Baliguan
Baliguan är en köping i Kina. Den ligger i provinsen Shaanxi, i den nordvästra delen av landet, omkring 150 kilometer sydväst om provinshuvudstaden Xi'an. Antalet invånare är 3 134. Befolkningen består av 1 392 kvinnor och 1 742 män. Barn under 15 år utgör 16,0 %, vuxna 15-64 år 71 %, och äldre över 65 år 12,0 %.
Runt Baliguan är det ganska tätbefolkat, med 111 invånare per kvadratkilometer. Närmaste större samhälle är Huaishuguanzhen, 17,8 km sydost om Baliguan. I omgivningarna runt Baliguan växer i huvudsak blandskog.
Genomsnittlig årsnederbörd är 1 052 millimeter. Den regnigaste månaden är juli, med i genomsnitt 222 mm nederbörd, och den torraste är december, med 2 mm nederbörd.